# Correlations
Correlations is een album uit 1979 van de Duitse groep Ashra. Het was het laatste album van Ashra in de jaren zeventig. Manuel Göttsching werd hier bijgestaan door gitarist Lutz Ulbrich en drummer Harald Grosskopf, met als resultaat dat Correlations het meest rockende en upbeat klinkende Ashra-album is uit de jaren 70. Het album kan men categoriseren onder de noemer elektronische instrumentale progressieve rock.

## Tracks
1. "Ice Train" - 7:40
2. "Club Cannibal" - 5:24
3. "Oasis" - 3:46
4. "Bamboo Sands" - 5:40
5. "Morgana Da Capo" - 5:29
6. "Pas De Trois" - 8:58
7. "Phantasus" - 5:11

## Bezetting
- Manuel Göttsching: gitaar, synthesizer, sequencer
- Lutz Ulbrich: gitaar, synthesizer, piano, mellotron
- Harald Grosskopf: drums, percussie, synthesizer